# 当皮埃尔昂克罗
当皮埃尔昂克罗（法語：Dampierre-en-Crot，法語發音：[dɑ̃pjɛʁ ɑ̃ kʁo]）是法国谢尔省的一个市镇，位于该省北部，属于布尔日区。

## 地理
当皮埃尔昂克罗（47°27'38"N, 2°34'58"E）面积22.05 平方千米，位于法国中央-卢瓦尔河谷大区谢尔省，该省份为法国中部省份，北起卢瓦雷省，西接卢瓦-谢尔省和安德尔省，南至克勒兹省，东南接阿列省，东临涅夫勒省。
与当皮埃尔昂克罗接壤的市镇（或旧市镇、城区）包括：巴尔略、孔克勒索、瓦宗、索尔德河畔瓦伊、维勒热农。

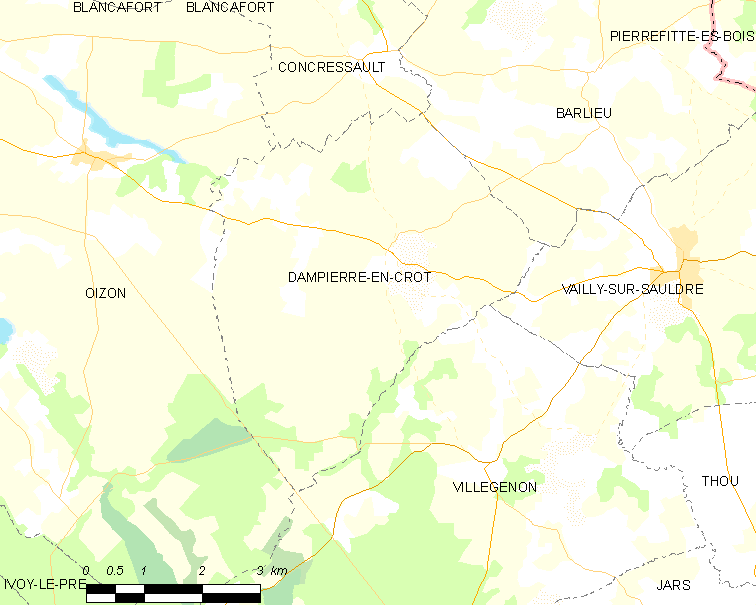
当皮埃尔昂克罗的OSM定位图

当皮埃尔昂克罗的时区为UTC+01:00、UTC+02:00（夏令时）。

## 行政
当皮埃尔昂克罗的邮政编码为18260，INSEE市镇编码为18084。

## 政治
当皮埃尔昂克罗所属的省级选区为桑塞尔县。

## 人口

1962-2008年间当皮埃尔昂克罗人口变化图示

当皮埃尔昂克罗于2022年1月1日时的人口数量为203人。